# 艾倫·麥卡林
艾倫·麥卡林（Alan Mackin，1981年8月11日—）出生於蘇格蘭佩斯利，是一位英國男子職業網球運動員，他於1997年成為職業球員，2007年宣佈退役。他在職業生涯期間曾代表英國參加台維斯盃。

## 外部連結
- 艾倫·麥卡林（英文/西班牙文）的官方資料
- 艾倫·麥卡林的國際網球總會 職業／青少年 官方資料（英文）
- 艾倫·麥卡林的官方資料（英文）